# University Heights (Iowa)
University Heights is een plaats (city) in de Amerikaanse staat Iowa en valt bestuurlijk gezien onder Johnson County. University Heights wordt geheel omringd door Iowa City en ligt vlak bij de campus van de University of Iowa.

## Demografie
University Heights is een kleine gemeenschap, een 'eiland' in Iowa City. Bij de volkstelling in 2000 werd het aantal inwoners vastgesteld op 987.
In 2006 is het aantal inwoners door het United States Census Bureau geschat op 896, een daling van 91 (-9.2%). Vijf van de inwoners spreken Nederlands.

## Geografie
Volgens het United States Census Bureau beslaat de plaats een oppervlakte van
0,7 km², geheel bestaand uit landoppervlak.

## Plaatsen in de nabije omgeving
De onderstaande figuur toont nabijgelegen plaatsen in een straal van 12 km rond University Heights.